# Oryzomys dimidiatus
Espèce
Répartition géographique
Oryzomys dimidiatus, l’Oryzomys nicaraguayen, Rat du riz de Thomas, ou Rat du riz nicaraguayen,, est une espèce de rongeurs de la famille des Cricetidae. Elle n'est connue que par trois spécimens, tous collectés dans le sud-est du Nicaragua depuis 1904. Classé dans le genre Nectomys lors de sa découverte, elle a ensuite été classée dans son propre sous-genre - d’Oryzomys et finalement reconnue comme étroitement liée à d'autres espèces maintenant classées dans Oryzomys, y compris le Rat des marais et le Rat de Coues, qui se trouvent dans la même région.
Avec une longueur de tête et de corps de 110 mm à 128 mm (4,3 in à 5,0 in), Oryzomys dimidiatus est un rat de riz de taille moyenne. Les parties supérieures sont gris-brun et les parties inférieures sont grisâtres et non chamoisées comme chez Oryzomys couesi. La queue n'est que légèrement plus foncée au-dessus qu'en dessous. Les trois spécimens ont été capturés près de l'eau et l'espèce pourrait être semi-aquatique, passant un certain temps dans l'eau. Son état de conservation est actuellement évalué comme « espèce à données insuffisantes ».

## Taxonomie
Le premier spécimen connu a été obtenu par W.G. Palmer en 1904 et l'année suivante, Oldfield Thomas du British Museum of Natural History a décrit cet animal comme l'holotype d'une nouvelle espèce qu'il a nommée Nectomys dimidiatus. Il l'a classé dans le genre Nectomys, en faisant remarquer qu'il était beaucoup plus petit que les membres précédemment connus de ce genre, mais qu'il leur ressemblait. L'espèce a été répertoriée comme un Nectomies dans les aperçus taxonomiques au cours des décennies suivantes, y compris une revue du genre par Philip Hershkovitz en 1944.
Après avoir examiné l'holotype à Londres, Hershkovitz a plutôt placé l'espèce dans le genre Oryzomys en 1948. Il a remarqué qu'il s'agissait d'un membre particulièrement distinctif de ce genre, et l'a donc classé dans son propre sous-genre Micronectomys. Après avoir examiné l'holotype à Londres, Hershkovitz a plutôt placé l'espèce dans le genre J. Hernández-Camacho a décrit une deuxième espèce de Micronectomys, Oryzomys (Micronectomys) borreroi, de Colombie en 1957. En 1970, Hershkovitz a traité O. dimidiatus dans une autre publication et a concédé que son nom Micronectomys était un nomen nudum ("nom nu") parce qu'il n'avait pas explicitement mentionné les caractères le différenciant des autres taxons dans sa publication de 1948. Néanmoins, il n'a rien fait pour rectifier la situation, et Micronectomys reste un nomen nudum. Hershkovitz a également noté que si O. dimidiatus ressemble à un Nectomys juvénile dans son anatomie externe, il est autrement similaire au rat des marais (Oryzomys palustris). Il a accepté O. borreroi comme un Oryzomys, mais n'a pas pensé qu'il était étroitement lié à O. dimidiatus. Six ans plus tard, Alfred Gardner et James Patton ont plutôt suggéré que O. borreroi était un Zygodontomys, et dans sa revue de 1991 sur ce genre, Robert Voss a confirmé qu'il est le même que Zygodontomys brunneus (en).
Un second spécimen a été obtenu en 1966 et la découverte a été publiée en 1971 par Hugh Genoways et Knox Jones, qui ont noté que l'espèce est étroitement similaire à O. palustris. Des employés ultérieurs ont affirmé la relation entre O. dimidiatus, O. palustris et des espèces associées comme O. couesi. Fiona Reid a signalé en 1997 qu'un troisième spécimen avait été trouvé. En 2006, Marcelo Weksler et ses collègues ont retiré du genre la plupart des espèces autrefois placées dans Oryzomys, car elles ne sont pas étroitement liées à l'espèce type O. palustris, mais ont conservé O. dimidiatus comme un Oryzomys.
Oryzomys dimidiatus est maintenant reconnue comme l'une des huit espèces du genre Oryzomys. O. dimidiatus fait en outre partie de la section O. couesi, qui est centrée sur le très répandu O. couesi d'Amérique centrale et comprend également six autres espèces à la répartition plus limitée et périphérique. O. couesi est présent avec O. dimidiatus dans le sud-est du Nicaragua. De nombreux aspects de la systématique de la section O. couesi restent peu clairs et il est probable que la classification actuelle sous-estime la véritable diversité du groupe. Oryzomys est classé dans la tribu Oryzomyini ("rats de riz"), un assemblage diversifié de rongeurs américains comptant plus d'une centaine d'espèces, et à des niveaux taxonomiques plus élevés dans la sous-famille Sigmodontinae de la famille Cricetidae, avec des centaines d'autres espèces de rongeurs principalement petits.
Oryzomys dimidiatus ou « rat de riz divisé au milieu » dérive respectivement du grec oryza « riz », mys « souris, rat », et du latin dimidiatus « divisé au milieu », de dimidio « diviser en deux, en deux parties égales ».

## Description

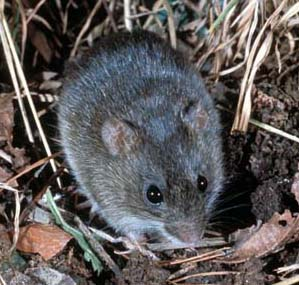
Le rat des marais (Oryzomys palustris) est similaire à O. dimidiatus.

Oryzomys dimidiatus est un rat de riz de taille moyenne, plus petit que O. couesi, avec une fourrure épaisse et lustrée et un sous-poil velouté. Les poils du dos mesurent environ 6 mm de long. Les parties supérieures sont gris-brun avec quelques poils foncés, paraissant globalement plus foncées que chez O. couesi; la couleur devient plus jaunâtre vers les côtés. D'après Thomas, une légère ligne couleur chamois s'étend des côtés jusqu'aux côtés internes des pattes postérieures. Les parties inférieures sont grisâtres, contrastant avec les parties inférieures chamoisées de O. couesi. Le museau est court et les oreilles bien poilues sont partiellement cachées par la fourrure. Le dessus des mains et des pieds est blanc cassé ou brunâtre, et non blanc comme chez O. couesi. Les pieds postérieurs présentent de petites palmes interdigitales, mais ils n'ont pas de longues touffes de poils sur les doigts et certains des coussinets sont réduits ou absents. La queue est à peu près aussi longue que la tête et le corps et contient environ quinze anneaux par centimètre. Elle est légèrement plus foncée (grisâtre) au-dessus qu'en dessous (blanchâtre), mais la différence de couleur est beaucoup moins prononcée que chez O. couesi,,,.
Comparé à celui de Nectomys, le crâne est légèrement construit et présente des naseaux étroits et un neurocrâne large et rond sans crêtes apparentes. La plaque zygomatique est large. Les foramina incisifs (perforations de la partie antérieure du palais) s'étendent entre les premières molaires et sont plus larges dans leur moitié arrière. La large fosse mésoptérygoïde, l'espace derrière l'extrémité du palais, est perforée par des vacuoles sphénopalatines. Les couronnes des molaires ne sont pas aussi simplifiées que chez les espèces de Nectomys, mais les cuspides antérieures de la première molaire supérieure (antérocône) et inférieure (antéroconide) ne sont pas divisées en deux. En plus des racines principales, les premières molaires supérieures et inférieures ont des racines additionnelles plus petites,.
Les mesures des deux premiers exemplaires connus sont les suivantes (dans chaque cas, la première mesure donnée est celle de l'holotype, prélevé en 1904, la seconde, celle du spécimen prélevé en 1966) : longueur de la tête et du corps 125 mm et 118 mm (4,9 in et 4,6 in), longueur de la queue 115 mm et 110 mm (4,5 in et 4,3 inm), longueur du pied arrière 27 mm et 28 mm (1,1 in et 1,1 in), longueur de l'oreille 13 mm et 15 mm (0,51 in et 0,59 in), longueur du crâne 29,8 mm et 29,0 mm (1,17 in et 1,14 in). Le spécimen de 1966 pesait 46,0 g (1,62 oz) et avait des testicules de 11 mm (0,43 in) de long ; ces mesures n'étaient pas enregistrées dans le spécimen de 1904. Reid, qui a mentionné le troisième spécimen, a rapporté une longueur maximale de la tête et du corps de 128 mm (5,0 in), une longueur de la queue de 150 mm (5,9 in), une longueur du pied arrière de 31 mm (1,2 in) et une longueur de l'oreille de 19 mm (0,75 in).

## Distribution, écologie et comportement
Oryzomys dimidiatus est connu grâce à trois spécimens collectés dans les basses terres de la Région autonome de la Côte caraïbe sud, dans le sud-est du Nicaragua,. Le premier, un vieux mâle, a été collecté le 5 novembre 1904 dans une bananeraie d'argile rouge très humide sur le Río Escondido près de El Rama. Le second, un jeune mâle adulte, a été capturé le 26 juillet 1966 dans une canne dense sur la rive sud du Río Mico à El Recreo, à 15 km (9 mi) à l'ouest de l'emplacement du premier spécimen, avec trois autres rats des rizières (O. couesi, Melanomys caliginosus (en), et Oligoryzomys fulvescens), le rat des cotonniers Sigmodon hirsutus (en) et le lapin à queue blanche Sylvilagus brasiliensis,. Le troisième a été capturé dans un ruisseau près de Bluefields. Reid a suggéré que l'espèce est semi-aquatique, passant un certain temps dans l'eau, comme les autres Oryzomys.
La liste rouge 2019 de l'UICN a évalué l'état de conservation d’Oryzomys dimidiatus comme « espèce à données insuffisantes », notant que très peu de choses sont actuellement connues sur l'espèce.